# Quartiers Ouest (Orléans)
Les quartiers Ouest d'Orléans sont des quartiers situés dans le Loiret en région Centre-Val de Loire.

## Géographie

### Situation
Les quartiers se situent à l'ouest d'Orléans.

## Description
Ils comptent 23 000 habitants et se composent des quartiers :

### Châteaudun - Dunois - Faubourg Bannier
Il compte 8 000 habitants et se situe en bordure du centre-ville. C'est l'un des quartiers les plus populaires d'Orléans. Le quartier du Dunois allie tous les atouts sans perdre le charme du passé. Ces belles rues sont bordées de belles maisons bourgeoises ou de commerces de proximité, notamment au Faubourg Bannier avec toujours de l'animation. Afin de donner la priorité au cadre de vie de ses 8000 habitants, de nombreuses rues et places ont également été entièrement rénovées, comme les rues Patay ou Murlins, et la Place Dunois qui est un centre névralgique actif par le marché qui est organisé une fois par semaine.

### Madeleine
Dans ce secteur vit 15 000 habitants, il est traversé par la ligne B du tramway. À l'ouest de la ville, bordé par la Loire au sud, la ville de Saint-Jean-de-la-Ruelle au nord et à l'ouest, le faubourg éponyme et la Madeleine sont sans aucun doute l'une des zones à l'évolution la plus rapide, notamment durant les dernières années. Désormais, traversé par la ligne B du tramway, le quartier où vivaient 15 000 Orléanais a subi de profondes rénovations et a subi de nombreuses réparations et travaux routiers, comme l'allée Pierre-Chevallier et ses rues adjacentes. La Madeleine était une zone occupée par les jardins et les vignobles jusqu'au milieu du XIXe siècle. De nombreuses anciennes ruelles sont toujours dans le quartier. Cette zone au cœur d'Orléans, cache des coins de verdure.